# Scărlătești (okręg Buzău)
Scărlătești – wieś w Rumunii, w okręgu Buzău, w gminie Largu. W 2011 roku liczyła 123 mieszkańców.